# 肿柄菊属
肿柄菊属（学名：Tithonia）是菊科下的一个属，为粗壮草本植物。该属共有10种，分布于美洲。
属名Tithonia来源于希腊神话里司晓之神Aurora的配偶Tithonos名字。

## 物种
本属包括以下物种：
- 肿柄菊 Tithonia diversifolia
- 圆叶肿柄菊 Tithonia rotundifolia